# 石谷清幹
石谷 清幹（いしがい せいかん、1917年9月7日 - 2011年5月26日）は、日本の機械工学者。蒸気工学専攻。

## 略歴
大阪市出身。1940年東京帝国大学工学部機械工学科卒。1952年「ボイラ燃焼室熱計算法の研究」で東京大学から工学博士。川崎重工技師、1947年大阪帝国大学工学部機械科講師、1948年助教授、大阪大学工学部助教授、1962年教授。1981年定年退官、名誉教授、大阪産業大学客員教授。1991年勲三等旭日中綬章受勲。ボイラー、船舶などの安全工学を研究した。

## 著書

### 単著
- 『熱機関体系 第9巻 蒸気原動機 第2』山海堂 1957
- 『熱機関大意』コロナ社 1958
- 『ボイラ要論』山海堂 1961
- 『熱機関通論』コロナ社 1964
- 『工学概論』コロナ社 機械工学大系 1972
- 『水と炎の日々 石谷清幹選集』石谷清幹先生退官記念事業会 1981

### 共著
- 『ボイラの水循環』赤川浩爾共著 コロナ社 1953
- 『蒸気工学』赤川浩爾共著 コロナ社 標準機械工学講座 1962
- 『蒸気工学総合演習』赤川浩爾,武田康生共著 コロナ社 標準機械工学例題演習シリーズ 1969
- 『エネルギー政策の転換』共著編 共立出版 1977
- 『熱管理士教本 エクセルギーによるエネルギーの評価と管理』著編 共立出版 1977
- 『熱機関通論 新版』浅野弥祐共著 コロナ社 1978
- 『蒸気動力』中西重康,藤井照重,赤川浩爾,西川栄一,小沢守共著 コロナ社 機械工学大系 1989
- Steam Power Engineering : Thermal and Hydraulic Design Principles / edited by Seikan Ishigai.Cambridge University Press, 1999.

### 翻訳
- ツーム, デブス共著『ねぢ接手の疲』訳編 コロナ社 実験材料力学叢書 1943
- カウフマン『疲限度と温度及び切欠』浅沼強共訳 コロナ社 実験材料力学叢書 1943